# New Braxton House Records
New Braxton House Records was een platenlabel, waarop platen uitkomen van de saxofonist Anthony Braxton. Het label werd in 2011 opgericht door de Tri-Centric Foundation, gevestigd in Brooklyn (New York).
Het label bracht maandelijks een plaat uit, die alleen te downloaden is. Ook heeft het albums uitgebracht die eerder op Braxton House Records uitkwamen en bootleg-opnames van concerten: ook deze kunnen worden gedownload. Tevens heeft het op cd Braxton's opera Trillium E uitgegeven en een dvd van Braxton met Taylor Ho Bynum, voorzitter van Tri-Centric.